# Rozhanovce
Rozhanovce (deutsch Roscho[no]wetz, ungarisch Rozgony) ist eine Gemeinde im Osten der Slowakei mit 2632 Einwohnern (Stand 31. Dezember 2024), die zum Okres Košice-okolie, einem Teil des Košický kraj, gehört und in der traditionellen Landschaft Abov liegt.

## Geographie
Die Gemeinde befindet sich im Talkessel Košická kotlina, im Tal des Baches Hýľov und auf linksseitiger Flurterrasse der Torysa. Das Ortszentrum liegt auf einer Höhe von 224 m n.m. und ist 11 Kilometer von Košice entfernt (Straßenentfernung).
Nachbargemeinden sind Vajkovce und Chrastné im Norden, Čižatice im Nordosten, Trsťany im Osten, Ďurďošík im Südosten, Košické Oľšany im Süden, Hrašovík im Westen und Beniakovce im Nordwesten.

## Geschichte
Das Gemeindegebiet von Rozhanovce wurde in der Jungsteinzeit besiedelt, mit Überresten einer Siedlung der Bükker Kultur.
Rozhanovce wurde 1270 erstmals schriftlich als terra Ruzgum erwähnt. Die Schlacht von Rozhanovce zwischen dem Geschlecht Aba, den damaligen De-facto-Herrschern in Oberungarn, und dem ungarischen König Karl I. wurde am 15. Juni 1312 in der Nähe des Orts geschlagen. 1715 wohnten hier fünf Haushalte, 1772 44 Familien, die den Familien Kelcz, Sóos, Almássy und Zombori unterstanden. 1828 zählte man 83 Häuser und 555 Einwohner. Rozhanovce war bis zum 19. Jahrhundert ein jüdisches Ghetto mit einem Rabbinat, da sich die Juden bis 1840 nicht in der Stadt Kaschau niederlassen dürften.
Bis 1918/1919 gehörte der im Komitat Abaúj-Torna liegende Ort zum Königreich Ungarn und kam danach zur Tschechoslowakei beziehungsweise heute Slowakei.

## Bevölkerung
| Jahr                | 1994 | 2004    | 2014    | 2024     |
| ------------------- | ---- | ------- | ------- | -------- |
| Anzahl der Personen | 2037 | 2160    | 2368    | 2632     |
| Unterschied         |      | +6,03 % | +9,62 % | +11,14 % |

| Jahr                | 2023 | 2024    |
| ------------------- | ---- | ------- |
| Anzahl der Personen | 2637 | 2632    |
| Unterschied         |      | −0,18 % |

Gemäß der Volkszählung 2011 wohnten in Rozhanovce 2255 Einwohner, davon 2062 Slowaken, 47 Roma, neun Tschechen, jeweils sieben Magyaren und Russinen, jeweils drei Deutsche, Mährer und Ukrainer und ein Bulgare. Zwei Einwohner gaben eine andere Ethnie an und 115 Einwohner machten keine Angabe zur Ethnie.
1561 Einwohner bekannten sich zur römisch-katholischen Kirche, 174 Einwohner zur griechisch-katholischen Kirche, 72 Einwohner zur Evangelischen Kirche A. B., 71 Einwohner zur reformierten Kirche, 13 Einwohner zur apostolischen Kirche, 12 Einwohner zur orthodoxen Kirche, drei Einwohner zur evangelisch-methodistischen Kirche sowie jeweils zwei Einwohner zu den Baptisten, zu den Siebenten-Tags-Adventisten, zu den Zeugen Jehovas und zur altkatholischen Kirche. Fünf Einwohner bekannten sich zu einer anderen Konfession, 143 Einwohner waren konfessionslos und bei 193 Einwohnern wurde die Konfession nicht ermittelt.

## Persönlichkeiten
- Leopold Horovitz (1837–1917), Porträtmaler

## Sehenswürdigkeiten
- römisch-katholische Kreuzerhöhungskirche im Barockstil aus dem Jahr 1770
- römisch-katholische Kirche der sieben Schmerzen der Gottesmutter
- Denkmal an die Schlacht von Rozhanovce

Kirchen in Rozhanovce
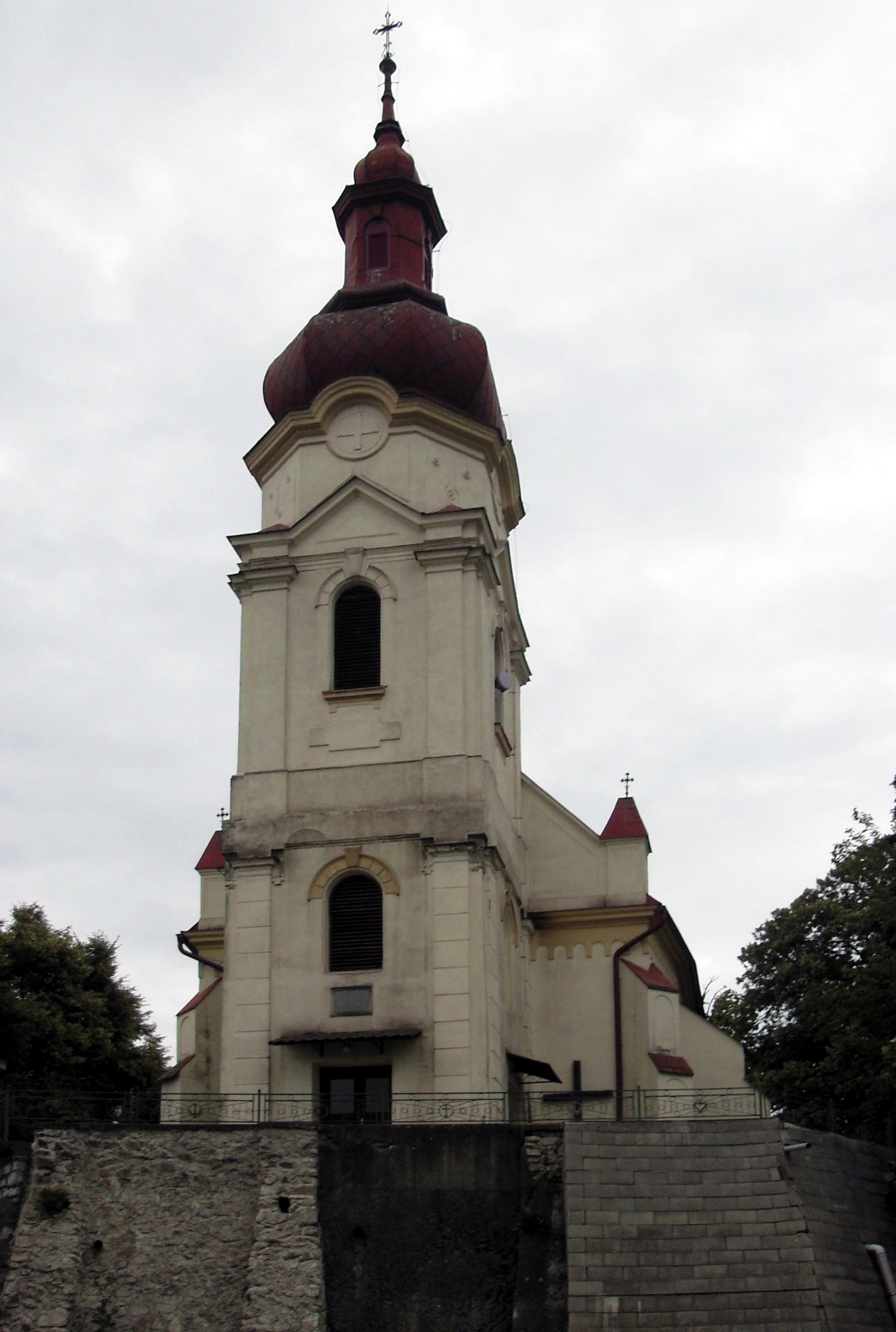
Kreuzerhöhungskirche
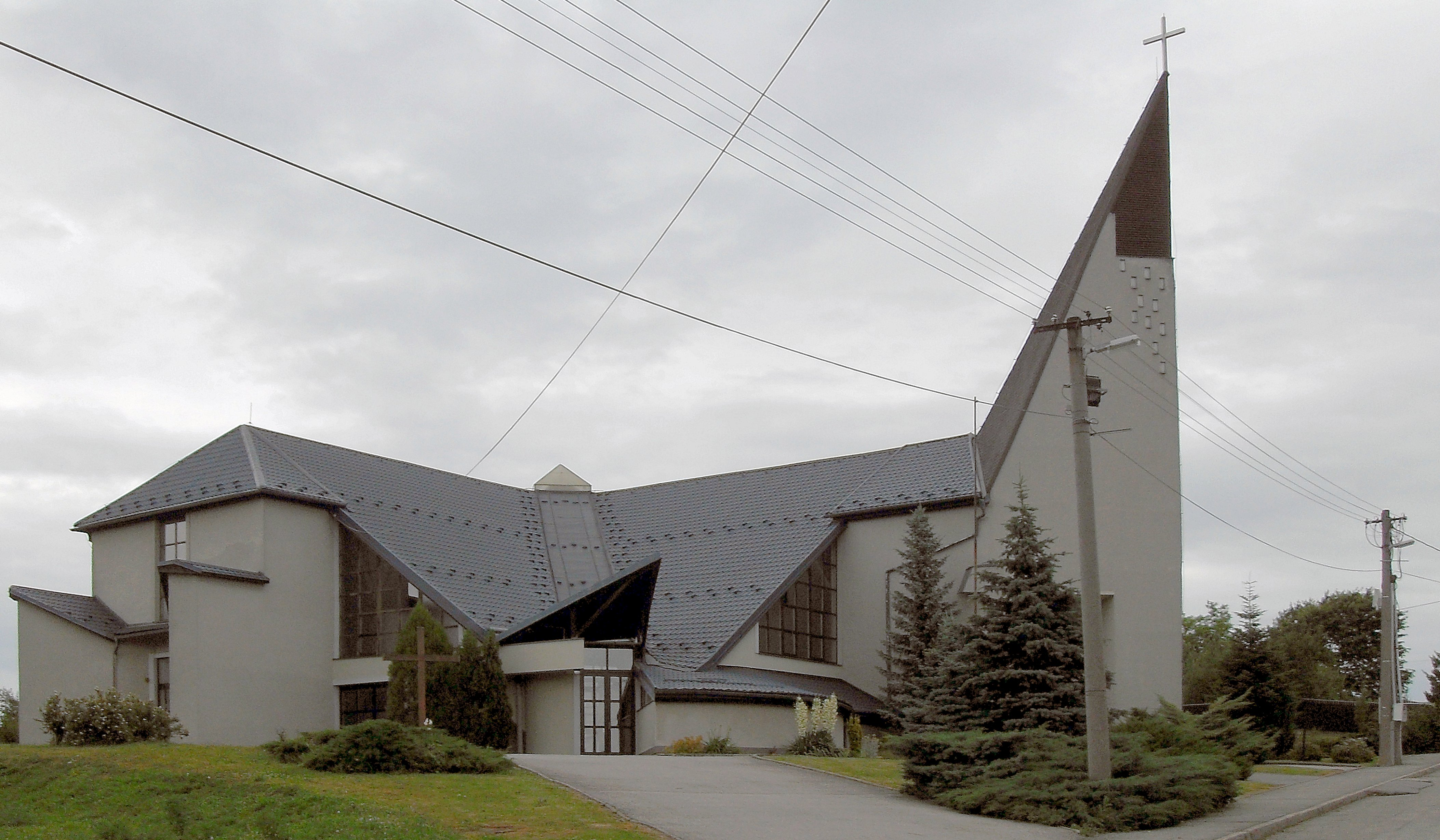
Kirche der sieben Schmerzen der Gottesmutter

## Verkehr
Durch Rozhanovce führt die Straße 3. Ordnung 3325 zwischen Košické Oľšany (Anschluss an die Straße 1. Ordnung 19) und Vajkovce, zudem beginnt hier die Straße 3. Ordnung 3440 nach Čižatice. Am Ort westlich und südlich vorbei führt die Autobahn D1, mit dem Autobahnknoten Rozhanovce mit der Schnellstraße R2, mit einem Anschluss südlich des Dreiecks. Der nächste Bahnanschluss ist in Košice.